# میچییو اوکوسو
میچییو اوکوسو (انگلیسی: Michiyo Okusu؛ زادهٔ ۲۷ فوریهٔ ۱۹۴۶) هنرپیشه اهل ژاپن است. از فیلم‌هایی که وی در آن نقش داشته است، می‌توان به تسیگوینروایزن و صورت اشاره کرد.